# Thy Majestie
I Thy Majestie (conosciuti anche come Thy Majesty) sono un gruppo musicale symphonic power metal italiano formato nel 1998 a Palermo.

## Storia del gruppo

### Primi anni
I Thy Majestie nascono nel 1998 da un'idea di Giuseppe Bondì (tastiere) e Claudio Diprima (batteria), a cui si aggiunsero successivamente i chitarristi Giovanni Santini e Maurizio Malta, il cantante Dario Grillo ed il bassista Michele Cristofalo, quest'ultimo successivamente sostituito da Dario D'Alessandro.
Nello stesso anno incisero il demo Sword, Crown and Shields, che fu notato dall'etichetta discografica Scarlet Records, la quale mise sotto contratto la band. Nel 2000 i Thy Majestie pubblicarono il primo album The Lasting Power, basato sul romanzo fantasy La spada di Shannara. Il disco ottenne giudizi positivi al punto che il gruppo fu contattato dai Kamelot per un eventuale tour di supporto, ma i Thy Majestie dovettero rifiutare per dedicarsi alla realizzazione del secondo album in studio.

### La consacrazione:Hastings 1066eJeanne D'Arc
Nel 2001 i Thy Majestie coinvolsero il coro del teatro Massimo di Palermo per le registrazioni del secondo album in studio. L'anno seguente uscì Hastings 1066, basato sulla battaglia di Hastings combattuta tra Normanni e Anglosassoni. Nel 2003 il cantante Dario Grillo abbandonò il gruppo a causa di divergenze musicali. Come nuovo cantante venne scelto Gabriele Grilli, ma la sua permanenza nel gruppo durò pochi mesi a causa della distanza con Palermo. Venne così ingaggiato Giulio Di Gregorio, e nel 2005 la band pubblica il terzo album Jeanne D'Arc, basato sulla condottiera francese Giovanna D'Arco.

### La crisi, la rinascita e la pausa
Dopo l'uscita del terzo album la band entra in crisi a causa dei continui cambi di formazione. Nel maggio 2006 il cantante Giulio Di Gregorio lasciò la band per motivi di lavoro e venne sostituito dall'americano Matt Aub, che però durò solo pochi mesi (Maggio-Settembre 2006). Come nuovo cantante venne richiamato Dario Grillo ,ma nell'aprile del 2007 lasciò nuovamente la band a causa di forti contrasti con gli altri membri. Sempre nel 2007 i due chitarristi Maurizio Malta e Giovanni Santini lasciarono la band, ma il colpo più duro arriva quando il tastierista-leader Giuseppe Bondì si trasferisce a Roma ed è costretto a lasciare.
I due "superstiti" del gruppo (il batterista Claudio Diprima ed il bassista Dario D'Alessandro) non si persero d'animo e si misero alla ricerca di nuovi musicisti. Trovarono Dario Cascio come cantante, Simone Campione alla chitarra e Valerio Castorino alle tastiere. Con i nuovi arrivati venne pubblicato nel 2008 il quarto album Dawn, disco che divise i pareri di critica e fan. Da un lato c'è chi accusò la band di aver abbandonato le epiche pomposità del passato a favore di un power metal estremamente derivative e senza fantasia, mentre dall'altro c'è chi ha apprezzato le nuove soluzioni adottate. Dopo una serie di concerti relativi al nuovo disco il tastierista Valerio Castorino ed il cantante Dario Cascio lasciarono la band, rimpiazzati rispettivamente da Giuseppe Carrubba e Alessio Taormina.
A settembre 2012 è stato pubblicato il quinto disco Shi Huang Di, ma poco dopo il cantante Alessio Taormina si trasferisce a Londra ed è costretto a non prendere impegni coi Thy Majestie, portando così il gruppo a interrompere qualsiasi attività musicale.

## Formazione

### Attuale
- Alessio Taormina – voce (2010-presente)
- Simone Campione – chitarra (2007-presente)
- Dario D'Alessandro – basso (1999-presente)
- Giuseppe Carrubba – tastiera (2009-presente)
- Claudio Diprima – batteria (1998-presente)

### Ex componenti
- Gabriele Grilli – voce (2003-2004)
- Giulio Di Gregorio – voce (2004-2006)
- Matt Aub – voce (2006)
- Dario Grillo – voce (1998-2003, 2006-2007)
- Dario Cascio – voce (2007-2010)
- Giovanni Santini – chitarra (1998-2007)
- Maurizio Malta – chitarra  (1998-2007)
- Michele Cristofalo – basso (1998-1999)
- Giuseppe Bondì – tastiera (1998-2007)
- Valerio Castorino – tastiera (2007-2009)

## Discografia

### Album in studio
- 2000 – The Lasting Power
- 2002 – Hastings 1066
- 2005 – Jeanne d'Arc
- 2008 – Dawn
- 2012 – Shi Huang Di

### EP
- 2003 – Echoes of War